# Sant'Apollinare alle Terme Neroniane-Alessandrine

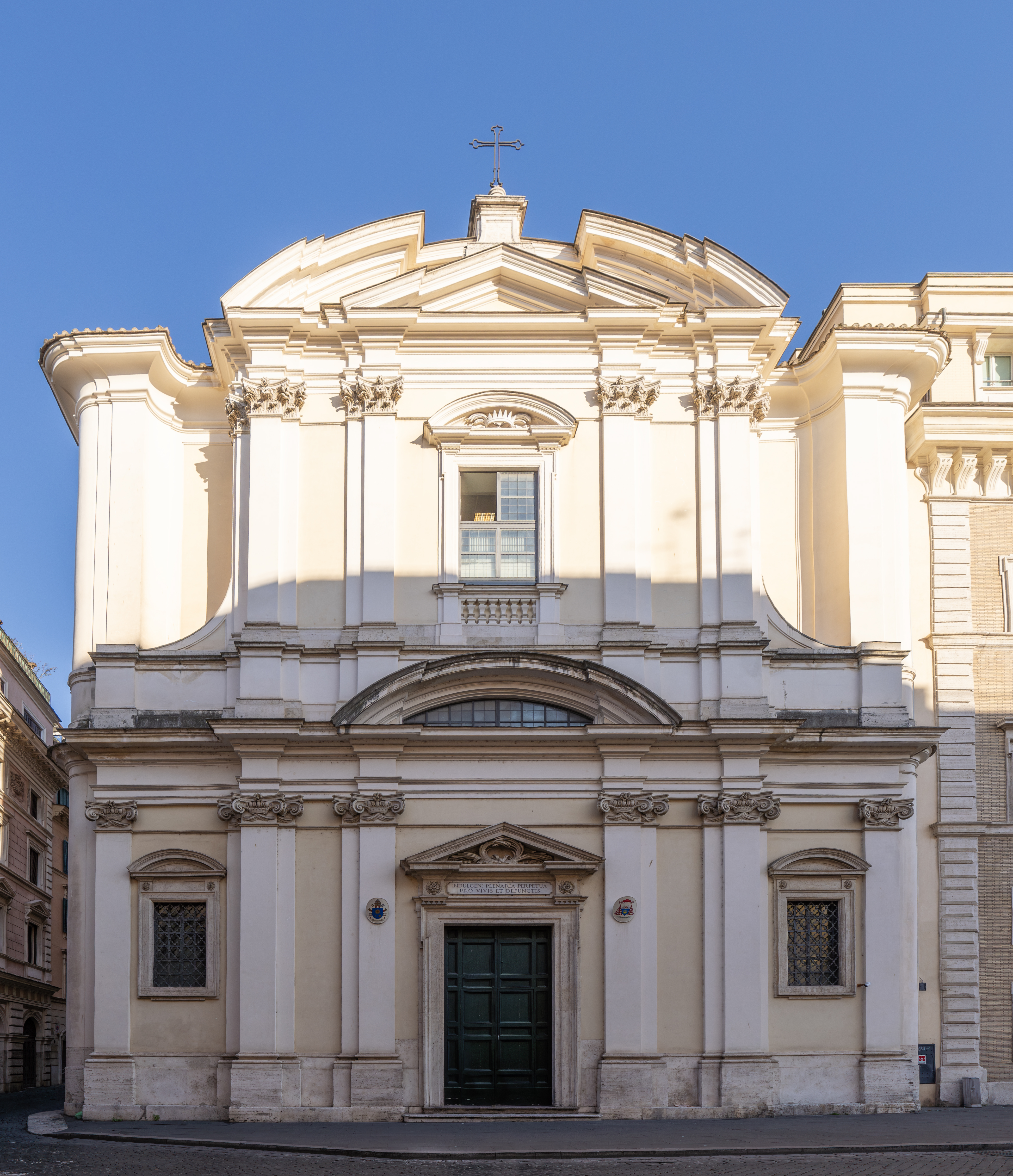
vooraanzicht van de basiliek

De Sant'Apollinare alle Terme Neroniane-Alessandrine is een basiliek in Rome, gelegen in de wijk Rione, gelegen bij de Thermen van Nero en Alexander (Severus). De basiliek is gewijd aan de heilige Apollinaris, die de eerste bisschop van Ravenna was.
De kerk werd rond 780 gebouwd op last van paus Adrianus I, op fundamenten van oudere Romeinse bouw. De eerste vermelding van deze basiliek vinden we in het aan deze paus gewijde lemma in het Liber Pontificalis. Naast de kerk stichtte de Adrianus ook een klooster, waar zich uit Constantinopel gevluchte monniken van de Basilianen mochten vestigen. De kerk was aanvankelijk ook toegerust met een kapittel, althans tussen 1284 en 1576 zijn hier bronnen voor te vinden. Door paus Leo X werd de kerk in 1517 verheven tot titeldiakonie. In 1587 verdween de titel weer, om in 1935 door paus Pius XI te worden hersteld. Tussen 1562 en 1824 was de kerk ook een parochiekerk.
De oorspronkelijke kerk werd voorafgegaan door een kleine veranda. Het interieur bestond uit drie beuken met een apsis. Later werd de kerk op last van paus Benedictus XIV geheel herbouwd. De kerk kreeg haar huidige vorm en werd in 1748 door Benedictus XIV zelf herwijd.
In 1574 werden kerk en klooster door paus Gregorius geschonken aan de Jezuïeten, die er tot 1773 het Duits-Hongaars Jezuïetencollege vestigden. Daarna was het Pauselijk Athenaeum Sant'Apollinare er gevestigd. In 1992 werd het gehele complex eigendom van Opus Dei, die er de Pauselijke Universiteit van het Heilig Kruis in onderbracht.
In de kerk ligt de Italiaanse barok-componist Giacomo Carissimi begraven.

## Titeldiakonie
Houders van de titel Sant'Apollinare alle Terme Neroniane-Alessandrine waren:
Eerste periode:
- 1517-1524: Giovanni Battista Pallavicino
- 1524-1529: Giovanni Domenico de Cupis
- 1530-1534: Antonio Sanseverino
- 1534-1537: Agostino Spinola
- 1537-1539: Giacomo Simonetta
- 1539-1542: Gasparo Contarini
- 1542-1544: Uberto Gambara
- 1544-1547: Niccolò Ardinghelli
- 1547-1555: Robert de Lénoncourt
- 1555-1575: Carlo di Lorena
- 1587: Titel ingetrokken

Tweede periode:
- 1935-1946: Domenico Jorio; titelkerk pro hac vice (1946-1954)
- 1958-1961: Domenico Tardini
- 1962-1966: Joaquín Anselmo María Albareda y Ramoneda, O.S.B.
- 1967-1979: Pericle Felici; titelkerk pro hac vice (1979-1982)
- 1983-1993: Aurelio Sabattani; titelkerk pro hac vice (1993-2003)
- 2003-2014: Jean-Louis Pierre Tauran; titelkerk pro hac vice (2014-2018)
- 2020-heden: Raniero Cantalamessa

Sant'Agnese fuori le mura · 
Sant'Agnese in Agone · 
Sant'Agostino · 
Sant'Alberto Magno · 
Basilica di Santa Anastasia · 
Sant'Andrea al Quirinale · 
Sant'Andrea delle Fratte · 
Sant'Andrea della Valle · 
Sant'Andrea in Via Flaminia · 
Sant'Angela Merici · 
Santi Angeli Custodi a Città Giardino · 
Sant'Anselmo all'Aventino · 
Sant'Antonio da Padova all'Esquilino · 
Sant'Antonio da Padova in Via Tuscolana · 
Sant’Antonio di Padova a Circonvallazione Appia · 
Sant'Antonio in Campo Marzio · 
Sant'Apollinare alle Terme Neroniane-Alessandrine · 
Sant'Atanasio · 
Sant'Atanasio a Via Tiburtina · 
Santi Aquila e Priscilla · 
Santa Balbina · 
San Bernardo alle Terme · 
Santi Bonifacio e Alessio · 
San Callisto · 
San Camillo de Lellis · 
San Carlo ai Catinari · 
San Carlo al Corso · 
Basiliek van Santa Cecilia in Trastevere · 
San Cesareo in Palatio · 
Santa Chiara a Vigna Clara · 
San Clemente · 
San Corbiniano · 
Santi Cosma e Damiano in Via Sacra · 
San Crisogono · 
Santa Croce in Gerusalemme · 
Santa Croce in Via Flaminia · 
Sacro Cuore di Cristo Re · 
Sacro Cuore di Gesù · 
Sacro Cuore di Gesù agonizzante a Vitinia · 
Dio Padre Misericordioso · 
Santi XII Apostoli · 
San Domenico di Guzman · 
Santi Domenico e Sisto · 
Sant'Elena fuori Porta Prenestina · 
Sant'Eligio dei Ferrari · 
Sant'Emerenziana a Tor Fiorenza · 
Sant'Eugenio · 
Sant'Eusebio · 
Santi Fabiano e Venanzio a Villa Fiorelli · 
San Felice da Cantalice a Centocelle · 
Santa Francesca Romana · 
San Francesco a Ripa · 
San Francesco di Paola ai Monti · 
Friezenkerk · 
San Frumenzio ai Prati Fiscali · 
Il Gesù · 
Gesù Divino Lavoratore · 
San Giacomo in Augusta · 
San Gioacchino ai Prati di Castello · 
Santi Gioacchino e Anna al Tuscolano · 
San Giovanni a Porta Latina · 
San Giovanni Bosco in via Tuscolana · 
San Giovanni Crisostomo a Monte Sacro Alto · 
San Giovanni dei Fiorentini · 
Santi Giovanni e Paolo · 
Santi Giovanni Evangelista e Petronio · 
San Giovanni Maria Vianney · 
San Girolamo dei Croati · 
San Giuliano Martire · 
San Giustino · 
Gran Madre di Dio · 
San Gregorio Magno al Celio · 
San Gregorio Magno alla Magliana Nuova · 
San Gregorio VII · 
Sant'Ignazio · 
Sint-Jan van Lateranen · 
Sint-Juliaan-der-Vlamingen · 
San Leonardo da Porto Maurizio · 
San Leone I · 
San Liborio · 
San Lorenzo in Damaso ·  
San Lorenzo in Lucina · 
San Lorenzo in Panisperna · 
San Luca a Via Prenestina · 
San Luigi dei Francesi · 
Santuario della Madonna del Divino Amore · 
Madonna dell'Archetto - 
Santi Marcellino e Pietro · 
San Marcello al Corso · 
San Marco · 
Santa Maria ai Monti · 
Santa Maria Ausiliatrice in Via Tuscolana · 
Santa Maria Consolatrice al Tiburtino · 
Santa Maria degli Angeli e dei Martiri · 
Santa Maria dei Miracoli en Santa Maria in Montesanto · 
Santa Maria dell'Anima · 
Santa Maria della Pace · 
Santa Maria della Salute a Primavalle · 
Santa Maria della Scala · 
Santa Maria della Vittoria · 
Santa Maria delle Grazie a Via Trionfale · 
Santa Maria del Popolo · 
Santa Maria del Suffragio · 
Santa Maria di Monserrato · 
Santa Maria Domenica Mazzarello · 
Santa Maria Goretti · 
Santa Maria Immacolata a Grottarossa · 
Santa Maria in Aquiro · 
Santa Maria in Aracoeli · 
Santa Maria in Campitelli · 
Santa Maria in Cappella · 
Santa Maria in Domnica · 
Santa Maria in Transpontina · 
Santa Maria in Trastevere · 
Santa Maria in Trivio · 
Santa Maria in Vallicella · 
Santa Maria in Via · 
Santa Maria in Via Lata · 
Santa Maria Liberatrice a Monte Testaccio · 
Santa Maria Madre della Providenza a Monte Verde · 
Santa Maria Madre del Redentore a Tor Bella Monaca · 
Basiliek van Santa Maria Maggiore · 
Santa Maria Regina degli Apostoli alla Montagnola · 
Santa Maria Regina Mundi a Torre Spaccata · 
Santa Maria sopra Minerva · 
Santa Beata Maria Vergine Addolorata a piazza Buenos Aires · 
San Martino ai Monti · 
Natività di Nostro Signore Gesù Cristo a Via Gallia · 
Santi Nereo e Achilleo · 
San Nicola in Carcere · 
Santissimo Nome di Maria al Foro Traiano · 
Nostra Signora del Sacro Cuore · 
Ognissanti in Via Appia Nuova · 
Sant'Onofrio · 
Sint-Pancratiusbasiliek · 
Pantheon (Rome) · 
San Patrizio ·
Sint-Anna in Lateranen ·
Sint-Paulus buiten de Muren · 
Sint-Pietersbasiliek · 
Santi Pietro e Paolo a Via Ostiense · 
San Pietro in Montorio · 
San Pietro in Vincoli · 
Santa Prassede · 
Preziosissimo Sangue di Nostro Signore Gesù Cristo · 
Santa Prisca · 
Santa Pudenziana · 
Santi Quattro Coronati · 
Santi Quirico e Giulitta · 
Santissimo Redentore e Sant'Alfonso in Via Merulana · 
Santa Sabina · 
San Salvatore in Lauro · 
Sint-Sebastiaan buiten de Muren · 
San Silvestro in Capite · 
Santi Simone e Giuda Taddeo a Torre Angela · 
Sixtijnse Kapel · 
Santa Sofia a Via Boccea · 
Santa Susanna · 
Tempietto van San Pietro in Montorio · 
Santa Teresa al Corso d’Italia · 
Trinità dei Monti · 
Sant’Ugo · 
Beata Vergine Maria del Monte Carmelo a Mostacciano · 
Basilica di San Vitale